# 安慶名惠子
安慶名惠子（英語：Christine Keiko Agena，1973年10月3日—），美國琉球裔女演員。
安慶名生於美國夏威夷檀香山，從十歲開始成為演員。她在電視劇《吉爾莫女孩》（Gilmore Girls）飾演名為Lane Kim的韓國女子。此外，她也在電視劇《大学生费莉希蒂》（Felicity）中出演。
安慶名曾奪得Ammy Awards的最佳女演員獎，2005年底與一名姓川崎的男子結婚。